# Disophrys pilipes
Disophrys pilipes är en stekelart som beskrevs av Cameron 1911. Disophrys pilipes ingår i släktet Disophrys och familjen bracksteklar. Inga underarter finns listade i Catalogue of Life.